# Laura Ubfal
Laura Edith Ubfal (Buenos Aires, 23 de enero de 1962) es una periodista y productora argentina de espectáculos. Actualmente trabaja en los ciclos Infama y LAM de América TV.

## Trayectoria
Ubfal comenzó su carrera en los medios gráficos. Pasó por varias radios, como columnista y conductora. Creó la marca La linterna para un formato que pasó por Radio del Plata, Radio América, Radio 10, RadioShow, Canal (á) y Canal 7. El 16 de septiembre de 2010, luego de seis años de ausencia, Laura volvió con La Linterna a la pantalla de Magazine. En televisión participó en numerosos programas como periodista de espectáculos. También ha producido ciclos como El periscopio, Amor y Moria, A la cama con Moria. 
Fue convocada dos veces para integrar el jurado de los exitosos ciclos Cantando por un sueño en 2006 y Patinando por un sueño en 2007.

## Radio
| Año  | Programa          | Emisora           | Género                    |
| ---- | ----------------- | ----------------- | ------------------------- |
| 2004 | La linterna       | AM del Plata      | Cartelera del espectáculo |
| 2018 | Bravo.Continental | Radio Continental | Cartelera del espectáculo |

| Año           | Programa  | Emisora     | Rol        | Junto con                     |
| ------------- | --------- | ----------- | ---------- | ----------------------------- |
| 2024-presente | Se Picó   | República Z | Conductora | Gastón Trezeguet              |
| 2025-presente | Storytime | Bondi Live  | Conductora | Nazarena Vélez "Barbie" Vélez |

## Televisión
| Año                      | Programa                         | Rol                                 | Cadena           |
| ------------------------ | -------------------------------- | ----------------------------------- | ---------------- |
| 1990                     | A la cama con Moria              | Productora                          | Canal 9 Libertad |
| 1996-1997                | El periscopio                    | Productora                          | América TV       |
| 1998                     | Amor y Moria                     | Productora                          | América TV       |
| 2000-2001                | La linterna                      | Conductora                          | Canal 7          |
| 2003-2005                | Canal 7 Espectáculos             | Conductora                          | Canal 7          |
| 2006-2007                | Showmatch: Cantando por un sueño | Jurado                              | Canal Trece      |
| 2007                     | Patito Feo                       | Jurado en concurso de baile (cameo) | Canal Trece      |
| 2010                     | La linterna                      | Panelista invitada                  | Magazine         |
| 2011-2015                | AM, antes del mediodía           | Panelista                           | Telefe           |
| 2011-2012, 2022-presente | Gran Hermano: El debate          | Panelista                           | Telefe           |
| 2012-2013                | La pelu                          | Participación                       | Telefe           |
| 2012                     | Dulce amor                       | Cameo                               | Telefe           |
| 2014                     | Viviendo con las estrellas       | Jurado                              | América TV       |
| 2017-2019                | El show del problema             | Mediadora                           | El Nueve         |
| 2018-2019                | Chismoses                        | Panelista                           | Net TV           |
| 2019-2020                | Tarde pero temprano              | Panelista                           | Net TV           |
| 2020-2022                | Gossip                           | Conductora                          | KZO / Net TV     |
| 2022-2025                | Intrusos en el espectáculo       | Columnista                          | América TV       |
| 2023                     | El debate del Bailando           | Panelista                           | América TV       |
| 2023                     | El debate del Bailando           | Conductora de reemplazo             | América TV       |
| 2024                     | Team Ubfal                       | Conductora                          | América TV       |
| 2025-presente            | LAM                              | Panelista                           | América TV       |
| 2025-presente            | Infama                           | Panelista                           | América TV       |